# Mesaspis monticola
Espèce
Synonymes
- Gerrhonotus monticola Cope, 1878
- Gerrhonotus alfaroi Stejneger, 1907

Statut de conservation UICN

 LC  : Préoccupation mineure
Mesaspis monticola est une espèce de sauriens de la famille des Anguidae.

## Répartition
Cette espèce se rencontre au Costa Rica et au Panama,. Elle se rencontre entre 1 800 et 3 800 m d'altitude.

## Étymologie
Le nom spécifique monticola vient du latin monticola, « habitant des montagnes », en référence à la distribution de ce saurien.

## Publication originale
- Cope, 1878 "1877" : Tenth contribution to the herpetology of tropical America. Proceedings of the American Philosophical Society, vol. 17, p. 85–98 (texte intégral).